# Sean Lake
Sean Lake (6 de desembre del 1991) és un ciclista australià que actualment milita a l'equip IsoWhey Sports SwissWellness.

## Palmarès
- 2014
  - 1r a la Grafton to Inverell Classic
- 2015
  - 1r a la Grafton to Inverell Classic
  - Vencedor d'una etapa al Tour de Bright
- 2016
  -  Campió d'Oceania en ruta
  -  Campió d'Oceania en contrarellotge
  - 1r a l'UCI Oceania Tour
- 2017
  -  Campió d'Oceania en ruta
  -  Campió d'Oceania en contrarellotge